# Pinsk rayon
Het rajon Pinsk (Wit-Russisch: Пінскі раён, Russisch: Пинский район) is een administratieve onderverdeling van de oblast Brest, in Wit-Rusland. Het administratieve centrum is de gelijknamige stad Pinsk.

## Demografie

Vlag van het rayon

Tijdens de Wit-Russische volkstelling in 2009 telde de rayon Pinsk 51.997 inwoners. Hiervan was 92,2% van Wit-Russische, 2,6% Russische, 2,6% Oekraïense en 1,6% Poolse etniciteit. 70,7% had als moedertaal Wit-Russisch, 26,0% sprak Russisch.

Wapen van rayon Pinsk